# Platydema triste
Platydema triste es una especie de escarabajo del género Platydema, tribu Diaperini, familia Tenebrionidae. Fue descrita científicamente por Laporte de Castelnau & Brulle en 1831.

## Descripción
Mide 6 milímetros de longitud.

## Distribución
Se distribuye por Azerbaiyán, Georgia y Rusia.